# Nekrolog 3. Quartal 1982
Nekrolog
◄◄
| ◄
| 1978
| 1979
| 1980
| 1981
| 1982 | 1983 | 1984 | 1985 | 1986 | ► | ►►
1. Quartal |
2. Quartal |
3. Quartal |
4. Quartal 1982
Weitere Ereignisse | Allgemeiner Nekrolog 1982
Die Beschreibung der verstorbenen Person sollte so kurz wie möglich gehalten sein und nur deren signifikante Tätigkeit(en) enthalten.
Neue Namen ggf. auch unter dem Geburts- und Sterbedatum, also etwa unter 1. Januar und im Geburts- und Sterbejahr (2024) eintragen (nur bei entsprechender großer Wichtigkeit). Für Beispiele siehe die schon vorhandenen Artikel.
Außerdem über die fünf zuletzt Verstorbenen, zu denen es einen ausreichend guten Artikel für eine Präsentation auf der Hauptseite gibt, nach der todesbedingten Überarbeitung der Artikel ggf. auch unter Wikipedia Diskussion:Hauptseite informieren und sie am besten auch in den anderen Wikipedia-Sprachversionen eintragen. Tipp: Regelmäßig bei news.google.de nach „ist tot“, „gestorben“ oder „verstorben“ suchen.
Wenn eine Person gestorben ist, gibt es viele Seiten zu dieser Person in der Wikipedia, die davon auch betroffen sind und entsprechend aktualisiert werden müssen. Beispiele: Namenübersichtsseite, Geburtsjahr, Geburtsort-Seiten und viele mehr.
Wie finde ich die betroffenen Seiten?
Im Suchfeld auf der linken Seite gibt man den Suchbegriff so ein: „Vorname Nachname“. Dann klickt man auf Volltext und alle Seiten mit entsprechendem Suchtext werden aufgerufen. Hier sieht man dann schnell, wo auch das Todesjahr Sinn macht oder sogar ein Teil des Artikels angepasst werden muss. Auch hilft das „Werkzeug“ auf der linken Seite sehr gut, um solche Seiten aufzufinden: „Links auf diese Seite“. Somit ist die Wikipedia wieder aktuell in allen Bereichen! Hinweis: bei Eintragung der Kategorie „Gestorben JAHR“ wird der Missbrauchsfilter 49 ausgelöst, was jedoch nicht schlimm ist. Siehe: Spezial:Missbrauchsfilter/49
Dies ist eine Liste von im dritten Quartal 1982 verstorbenen bekannten Persönlichkeiten. Die Einträge erfolgen innerhalb der einzelnen Daten alphabetisch sortiert. Tiere sind im Nekrolog für Tiere zu finden.

## Juli
| Tag      | Name                                  | Beruf, bekannt als                                                                                              | Alter | Beleg |
| -------- | ------------------------------------- | --- | ----- | ----- |
| 1. Juli  | Karl Bollmeyer                        | deutscher Kaufmann und Präses der Handelskammer Bremen                                                          | 95    |       |
| 1. Juli  | Alexander Petrowitsch Kusnezow        | russischer Schachkomponist                                                                                      | 68    |       |
| 1. Juli  | Wilhelm Meinicke                      | deutscher Politiker (SPD), MdL                                                                                  | 76    |       |
| 1. Juli  | Hans Wedemeyer                        | deutscher Ministerialbeamter                                                                                    | 59    |       |
| 2. Juli  | DeFord Bailey                         | US-amerikanischer Country-Sänger                                                                                | 82    |       |
| 2. Juli  | Jean Hémard                           | französischer Automobilrennfahrer                                                                               | 67    |       |
| 2. Juli  | Hanna Rucker                          | deutsche Schauspielerin                                                                                         | 58    |       |
| 2. Juli  | Siegfried Westphal                    | deutscher Offizier, Manager und Autor                                                                           | 80    |       |
| 3. Juli  | Jeanne Blum                           | französische Erzieherin, Schulgründerin und Premierminister-Gattin                                              | 83    |       |
| 3. Juli  | Annibale Bugnini                      | italienischer Bischof der römisch-katholischen Kirche                                                           | 70    |       |
| 3. Juli  | Heinrich Hußmann                      | deutscher Grafiker, Buchgestalter und Wappenkundler                                                             | 82    |       |
| 3. Juli  | William E. Kepner                     | US-amerikanischer Offizier                                                                                      | 89    |       |
| 3. Juli  | Willy Kreitz                          | belgischer Eishockeyspieler und Bildhauer                                                                       | 78    |       |
| 3. Juli  | Karl Liecke                           | deutscher Schauspieler                                                                                          | 61    |       |
| 3. Juli  | Peter Rindl                           | österreichischer Journalist                                                                                     |       |       |
| 3. Juli  | Hermann Steitz                        | deutscher Bauernfunktionär und Politiker (CDU), MdL                                                             | 77    |       |
| 4. Juli  | Joseph Engels                         | deutscher Jurist und Richter                                                                                    | 80    |       |
| 4. Juli  | Hannelore Graubner                    | deutsche Komponistin und Lyrikerin                                                                              | 58    |       |
| 4. Juli  | Antonio Guzmán Fernández              | dominikanischer Geschäftsmann und Politiker, Präsident der Dominikanischen Republik (1978–1982)                 | 71    |       |
| 4. Juli  | Hans Hömberg                          | deutscher Schriftsteller, Dramatiker, Film- und Hörspielautor                                                   | 78    |       |
| 4. Juli  | Satō Yoshiko                          | japanische Opernsängerin der Taishō-Zeit in der Stimmlage Mezzosopran                                           | 79    |       |
| 5. Juli  | Burckhardt Helferich                  | deutscher Chemiker und Hochschullehrer                                                                          | 95    |       |
| 5. Juli  | Geoffrey Keynes                       | britischer Mediziner, Wissenschaftler und Bibliophiler                                                          | 95    |       |
| 5. Juli  | Henri Pleger                          | luxemburgischer Hoch- und Weitspringer                                                                          | 83    |       |
| 5. Juli  | Georg Rieper                          | deutscher Kaufmann, Unternehmer, Erfinder des Rollax-Rollos sowie des Glasko-Prinzips                           | 73    |       |
| 6. Juli  | Hilding Bladh                         | schwedischer Kameramann                                                                                         | 75    |       |
| 6. Juli  | Erich Braun                           | deutscher Arzt                                                                                                  | 84    |       |
| 6. Juli  | Christopher Cox                       | britischer Kolonialbeamter                                                                                      | 82    |       |
| 6. Juli  | Gustav Hofmann                        | deutscher Bibliothekar sowie Philologe                                                                          | 82    |       |
| 6. Juli  | Solomon C. Hollister                  | US-amerikanischer Bauingenieur                                                                                  | 90    |       |
| 6. Juli  | Alma Reville                          | britische Drehbuchautorin und Filmeditorin, Ehefrau von Alfred Hitchcock                                        | 82    |       |
| 6. Juli  | Raúl Roa García                       | kubanischer Politiker                                                                                           | 75    |       |
| 6. Juli  | Warren Tufts                          | US-amerikanischer Cartoonist, Comiczeichner und -autor                                                          | 56    |       |
| 7. Juli  | Beb Bakhuys                           | niederländischer Fußballspieler                                                                                 | 73    |       |
| 7. Juli  | Carlo Chiappano                       | italienischer Radrennfahrer                                                                                     | 41    |       |
| 7. Juli  | Edgar Lobel                           | britischer Klassischer Philologe und Papyrologe                                                                 | 93    |       |
| 7. Juli  | Tommy Loughran                        | US-amerikanischer Boxer                                                                                         | 79    |       |
| 7. Juli  | Hermann Thimig                        | österreichischer Schauspieler                                                                                   | 91    |       |
| 7. Juli  | Tsubota Jōji                          | japanischer Schriftsteller                                                                                      | 92    |       |
| 7. Juli  | Bruno Vondenhoff                      | deutscher Dirigent                                                                                              | 80    |       |
| 7. Juli  | Raymond Louis Wilder                  | US-amerikanischer Mathematiker                                                                                  | 85    |       |
| 8. Juli  | Gunnar Eriksson                       | schwedischer Skilangläufer                                                                                      | 61    |       |
| 8. Juli  | Virginia Hall                         | US-amerikanische Agentin                                                                                        | 76    |       |
| 8. Juli  | Hildegard Michaelis                   | katholische Klostergründerin und Künstlerin                                                                     | 81    |       |
| 8. Juli  | Isa Miranda                           | italienische Schauspielerin                                                                                     | 77    |       |
| 8. Juli  | André Paulvé                          | französischer Filmproduzent                                                                                     | 83    |       |
| 8. Juli  | Albert White                          | US-amerikanischer Basketballspieler und Wasserspringer                                                          | 87    |       |
| 9. Juli  | Carlos Almada                         | argentinischer Tangosänger                                                                                      | 64    |       |
| 9. Juli  | Ernst Behrends                        | norddeutscher Lyriker und Erzähler                                                                              | 91    |       |
| 9. Juli  | Walter Denkert                        | deutscher Offizier, zuletzt Generalleutnant im Zweiten Weltkrieg                                                | 85    |       |
| 9. Juli  | Gerhard Hirsch                        | deutscher Numismatiker, Münzhändler und Auktionator                                                             | 79    |       |
| 9. Juli  | Helge Kjærulff-Schmidt                | dänischer Schauspieler                                                                                          | 76    |       |
| 9. Juli  | Jutta Langenau                        | deutsche Schwimmsportlerin, MdV                                                                                 | 48    |       |
| 9. Juli  | Wingy Manone                          | US-amerikanischer Jazzmusiker (Trompete, Gesang)                                                                | 82    |       |
| 9. Juli  | Josef Karl Nerud                      | deutscher Maler                                                                                                 | 81    |       |
| 9. Juli  | Kai Warner                            | deutscher Musiker                                                                                               | 55    |       |
| 10. Juli | Kalinka Bamberski                     | französische Stieftochter und mögliches Opfer von Dieter Krombach                                               | 14    |       |
| 10. Juli | Horst Gnekow                          | deutscher Schauspieler, Dramaturg und Theaterintendant                                                          | 65    |       |
| 10. Juli | Karl Hein                             | deutscher Hammerwerfer                                                                                          | 74    |       |
| 10. Juli | Jackson do Pandeiro                   | brasilianischer Musiker                                                                                         | 62    |       |
| 10. Juli | Maria Jeritza                         | tschechische Opernsängerin (Sopran)                                                                             | 94    |       |
| 10. Juli | Gustav Heinrich Ralph von Koenigswald | deutsch-niederländischer Paläoanthropologe und Geologe                                                          | 79    |       |
| 10. Juli | Gwilym Ellis Lane Owen                | britischer Philosoph                                                                                            | 60    |       |
| 10. Juli | Marius Schneider                      | deutscher Musikethnologe                                                                                        | 79    |       |
| 10. Juli | Rudolf Schoch                         | Schweizer Musikpädagoge, Komponist, Sänger, Chorleiter und Musikschriftsteller                                  | 85    |       |
| 11. Juli | Egon Kaiser                           | deutscher Bandleader und Arrangeur                                                                              | 80    |       |
| 11. Juli | Hedda Korsch                          | deutsche Reformpädagogin                                                                                        | 91    |       |
| 11. Juli | Mehmed Meša Selimović                 | jugoslawischer Schriftsteller                                                                                   | 72    |       |
| 12. Juli | Raymond Borderie                      | französischer Filmproduzent                                                                                     | 85    |       |
| 12. Juli | Günter Clauser                        | deutscher Mediziner                                                                                             | 59    |       |
| 12. Juli | Walter Diederichs                     | deutscher Politiker (CDU)                                                                                       | 81    |       |
| 12. Juli | Lautaro García                        | chilenischer Maler, Sänger und Dramatiker                                                                       | 86    |       |
| 12. Juli | Clara Lemlich                         | US-amerikanische Gewerkschafterin und Kommunistin                                                               | 96    |       |
| 12. Juli | David Milman                          | ukrainischer Mathematiker                                                                                       | 70    |       |
| 12. Juli | Kenneth More                          | britischer Schauspieler                                                                                         | 67    |       |
| 12. Juli | Adolf Nesset                          | österreichischer Politiker (FPÖ), Landtagsabgeordneter                                                          | 61    |       |
| 12. Juli | Heinrich Schnitzler                   | österreichischer Schauspieler und Regisseur                                                                     | 79    |       |
| 13. Juli | John Alexander                        | US-amerikanischer Schauspieler                                                                                  | 84    |       |
| 13. Juli | Michael Blankfort                     | US-amerikanischer Drehbuchautor, Autor und Dramatiker                                                           | 74    |       |
| 13. Juli | Otis Finch                            | US-amerikanischer Jazzschlagzeuger                                                                              |       |       |
| 13. Juli | Edith Heerdegen                       | deutsche Schauspielerin                                                                                         | 69    |       |
| 13. Juli | Jerzy Jóźwiak                         | polnischer Fußballspieler                                                                                       | 42    |       |
| 13. Juli | Barbara Allen Rainey                  | US-amerikanische Pilotin und erste Pilotin der US-Streitkräfte                                                  | 33    |       |
| 14. Juli | Walter Kiefner                        | deutscher Kirchenmusiker und Kirchenmusikdirektor                                                               | 81    |       |
| 14. Juli | Giuseppe Prezzolini                   | italienischer Journalist, Schriftsteller und Verleger                                                           | 100   |       |
| 14. Juli | Paolo Rosani                          | italienisches Model und Schauspieler                                                                            | 32    |       |
| 15. Juli | Katherine Handy                       | US-amerikanische Musikerin und Autorin                                                                          | 80    |       |
| 15. Juli | Bill Justis                           | US-amerikanischer Saxophonist, Orchesterleiter, Songwriter, Arrangeur und Schallplattenproduzent                | 55    |       |
| 15. Juli | Karlo Lukanow                         | bulgarischer Jurist und Politiker                                                                               | 84    |       |
| 15. Juli | Otto von Rohr                         | deutscher Opernsänger (Bass)                                                                                    | 68    |       |
| 15. Juli | August Tiemann                        | deutscher Futterbauwissenschaftler                                                                              | 87    |       |
| 15. Juli | Hans Wagner                           | deutscher Bildhauer und Maler                                                                                   | 77    |       |
| 16. Juli | Hans Butzmann                         | deutscher Bibliothekar, Germanist und Handschriftengelehrter                                                    | 78    |       |
| 16. Juli | Kurt Conrad                           | deutscher Politiker (SPD), MdL, MdEP                                                                            | 70    |       |
| 16. Juli | Patrick Dewaere                       | französischer Schauspieler                                                                                      | 35    |       |
| 16. Juli | Lamberto Donati                       | italienischer Buchwissenschaftler und Bibliothekar                                                              | 92    |       |
| 16. Juli | Emil Ehrich                           | deutscher Ministerialbeamter                                                                                    | 73    |       |
| 16. Juli | Eckhard von Geyso                     | deutscher Offizier, zuletzt Generalmajor im Zweiten Weltkrieg                                                   | 91    |       |
| 16. Juli | Hermann Meyer-Lindenberg              | deutscher Diplomat                                                                                              | 70    |       |
| 16. Juli | Johann Adam Mohr                      | deutscher Politiker (NSDAP), MdR                                                                                | 85    |       |
| 16. Juli | Charles Robberts Swart                | südafrikanischer Politiker; Präsident (1961–1967)                                                               | 87    |       |
| 17. Juli | Hugo Balzo                            | uruguayischer Pianist                                                                                           |       |       |
| 17. Juli | Bob John                              | walisischer Fußballspieler                                                                                      | 83    |       |
| 17. Juli | Horst Oppel                           | deutscher Anglist                                                                                               | 69    |       |
| 18. Juli | Héctor Artola                         | uruguayischer Tangokomponist und Arrangeur, Pianist, Bandoneonist und Bandleader                                | 79    |       |
| 18. Juli | Lionel Daunais                        | kanadischer Sänger, Opernregisseur und Komponist                                                                | 80    |       |
| 18. Juli | Roman Ossipowitsch Jakobson           | russischer Philologe, Linguist und Semiotiker                                                                   | 85    |       |
| 18. Juli | Hanns Laengenfelder                   | deutscher Generalmajor im Zweiten Weltkrieg                                                                     | 79    |       |
| 18. Juli | Willy Lütcke                          | deutscher Maler, Grafiker und Bildhauer                                                                         | 76    |       |
| 19. Juli | Hugh Everett                          | US-amerikanischer Physiker                                                                                      | 51    |       |
| 19. Juli | João Fantoni                          | brasilianischer Fußballspieler                                                                                  | 76    |       |
| 19. Juli | David Frankfurter                     | jüdischer Medizinstudent in Bern und Attentäter Wilhelm Gustloffs                                               | 73    |       |
| 19. Juli | Friedrich Wilhelm Hopf                | deutscher lutherischer Theologe                                                                                 | 72    |       |
| 20. Juli | Okot p’Bitek                          | ugandischer Dichter, Lehrer und Ethnologe                                                                       | 51    |       |
| 20. Juli | Gian Paolo Rosmino                    | italienischer Schauspieler und Filmregisseur                                                                    | 94    |       |
| 20. Juli | Johannes Wieke                        | deutscher Schauspieler                                                                                          | 69    |       |
| 21. Juli | Walworth Barbour                      | US-amerikanischer Diplomat                                                                                      | 74    |       |
| 21. Juli | František Černík                      | tschechoslowakischer Wasserballspieler und -trainer                                                             | 82    |       |
| 21. Juli | Bishweshwar Prasad Koirala            | nepalesischer Politiker und Ministerpräsident Nepals                                                            | 67    |       |
| 21. Juli | Karl Müller                           | deutscher Politiker (SPD), MdL, MdB                                                                             | 85    |       |
| 21. Juli | Karl-Gottfried Nordmann               | deutscher Luftwaffenoffizier                                                                                    | 66    |       |
| 22. Juli | August Albrecht                       | deutscher Verleger und Gewerkschaftsfunktionär                                                                  | 91    |       |
| 22. Juli | Robert Birley                         | britischer Lehrer, Hochschullehrer und Reformpädagoge                                                           | 79    |       |
| 22. Juli | Franz Gall                            | österreichischer Historiker, Heraldiker und Wappenkundler                                                       | 55    |       |
| 22. Juli | Gualterio Looser Schallemberg         | schweizerisch-chilenischer Botaniker                                                                            | 83    |       |
| 22. Juli | Tristan Ruhlmann                      | französischer Maler, Glasmaler und Mosaizist                                                                    | 59    |       |
| 22. Juli | Sonny Stitt                           | US-amerikanischer Saxophonist                                                                                   | 58    |       |
| 22. Juli | Lloyd Waner                           | US-amerikanischer Baseballspieler                                                                               | 76    |       |
| 23. Juli | Lucia Apicella                        | italienische Philanthropin                                                                                      | 94    |       |
| 23. Juli | Alexander Johnston Barron             | US-amerikanischer Anwalt                                                                                        | 102   |       |
| 23. Juli | Adolf Peter Hoffmann                  | deutscher Film- und Theaterschauspieler                                                                         | 76    |       |
| 23. Juli | Vic Morrow                            | US-amerikanischer Schauspieler                                                                                  | 53    |       |
| 23. Juli | Betty Parsons                         | US-amerikanische Galeristin und Malerin                                                                         | 82    |       |
| 23. Juli | Erik Wilén                            | finnischer Leichtathlet                                                                                         | 84    |       |
| 24. Juli | Otto Eder                             | österreichischer Maler und Bildhauer                                                                            | 58    |       |
| 24. Juli | Leopold Fischer                       | österreichischer Weinbauer und Politiker (ÖVP), Abgeordneter zum Nationalrat                                    | 79    |       |
| 24. Juli | Jean Girault                          | französischer Filmregisseur und Drehbuchautor                                                                   | 58    |       |
| 24. Juli | Florence Henri                        | US-amerikanische Malerin und Fotografin                                                                         | 89    |       |
| 24. Juli | Takeshi Katō                          | japanischer Kunstturner                                                                                         | 39    |       |
| 24. Juli | Adolf Rott                            | deutscher Theaterregisseur, -intendant, -leiter und -manager                                                    | 76    |       |
| 25. Juli | Trude Bechmann                        | österreichische Schauspielerin                                                                                  | 78    |       |
| 25. Juli | John Joseph Connolly                  | kanadischer Politiker                                                                                           | 75    |       |
| 25. Juli | Hal Foster                            | US-amerikanischer Comic-Autor und -Zeichner                                                                     | 89    |       |
| 25. Juli | Vittorio Ieralla                      | italienischer Aktivist                                                                                          | 78    |       |
| 25. Juli | Gerhard Isenberg                      | deutscher Wirtschaftswissenschaftler, Raumplaner und Landesplaner                                               | 80    |       |
| 25. Juli | Kenzo Okada                           | US-amerikanischer Maler japanischer Abstammung                                                                  | 79    |       |
| 25. Juli | Jordi Rubió i Balaguer                | spanischer Bibliothekar, Romanist und Katalanist                                                                | 95    |       |
| 25. Juli | Gabriele Tergit                       | deutsche Journalistin und Schriftstellerin                                                                      | 88    |       |
| 26. Juli | Dieter Friede                         | deutscher Diplomat, Botschafter der DDR                                                                         | 44    |       |
| 26. Juli | Ricardo Pérez Godoy                   | peruanischer Militär, Chef einer Militärjunta in Peru (1962–1963)                                               | 77    |       |
| 26. Juli | Helmut Petersen                       | deutscher Politiker (GB/BHE), MdB                                                                               | 78    |       |
| 26. Juli | Clark L. Ruffner                      | US-amerikanischer Offizier, General der US Army                                                                 | 79    |       |
| 27. Juli | Hilda James                           | britische Schwimmerin                                                                                           | 78    |       |
| 27. Juli | Heinz Jordan                          | deutscher Elektroingenieur und Hochschullehrer                                                                  | 76    |       |
| 27. Juli | Emil Klusmeier                        | deutscher Marineoffizier im Zweiten Weltkrieg                                                                   | 69    |       |
| 27. Juli | Alfred Krüger                         | deutscher Manager                                                                                               | 61    |       |
| 27. Juli | Morris Pejoe                          | US-amerikanischer Blues-Gitarrist und Bandleader                                                                | 58    |       |
| 27. Juli | John Powell                           | britischer Mittelstreckenläufer                                                                                 | 71    |       |
| 27. Juli | Wladimir Wiktorowitsch Smirnow        | sowjetischer Fechter und Olympiasieger                                                                          | 28    |       |
| 27. Juli | Richard Stillwell                     | US-amerikanischer Architekturhistoriker und Klassischer Archäologe                                              | 82    |       |
| 27. Juli | Suzanne Wurtz                         | französische Schwimmerin                                                                                        | 81    |       |
| 28. Juli | Alfons Cuypers                        | niederländischer römisch-katholischer Ordensgeistlicher, Apostolischer Präfekt von Vichada                      | 79    |       |
| 28. Juli | Estanislao Fernandez                  | philippinischer Politiker und Richter                                                                           | 72    |       |
| 28. Juli | Keith Green                           | US-amerikanischer Sänger und Liedermacher christlicher Popmusik                                                 | 28    |       |
| 28. Juli | Herbert Ernst Groh                    | Schweizer Sänger (Tenor)                                                                                        | 76    |       |
| 28. Juli | Nick Lucas                            | US-amerikanischer Jazz- und Unterhaltungsmusiker (Gitarre, Gesang)                                              | 84    |       |
| 28. Juli | Else von Moellendorff                 | deutsche Schauspielerin                                                                                         | 69    |       |
| 28. Juli | Coert Steynberg                       | südafrikanischer Bildhauer                                                                                      | 77    |       |
| 28. Juli | Cäcilie Triebel                       | deutsche Politikerin (CDU), MdBB                                                                                | 78    |       |
| 28. Juli | Leon J. Yarrow                        | US-amerikanischer Psychologe                                                                                    | 60    |       |
| 29. Juli | Urs Dietschi                          | Schweizer Politiker (FDP)                                                                                       | 80    |       |
| 29. Juli | Richard Gale                          | britischer General                                                                                              | 86    |       |
| 29. Juli | Sep Ruf                               | deutscher Architekt                                                                                             | 74    |       |
| 29. Juli | Harold Sakata                         | US-amerikanischer Schauspieler japanischer Abstammung                                                           | 62    |       |
| 29. Juli | Vladimir Zworykin                     | russisch-amerikanischer Ingenieur, Physiker und Erfinder                                                        | 94    |       |
| 30. Juli | René Cance                            | französischer Politiker (FKP), Résistancekämpfer, Mitglied der Nationalversammlung und Bürgermeister von Le ... | 87    |       |
| 31. Juli | Joseph Jacob Abiad                    | syrisch-katholischer Geistlicher                                                                                | 70    |       |
| 31. Juli | Queenie Paul                          | australische Schauspielerin, Sängerin und Tänzerin                                                              | 88    |       |
| 31. Juli | Walter Spahrbier                      | deutscher Postbeamter, Glückspostbote im deutschen Fernsehen                                                    | 77    |       |
| 31. Juli | Herbert G. Stiehler                   | deutscher Textilhändler                                                                                         | 73    |       |
| Juli     | Roland Paetzold                       | deutscher Chemiker                                                                                              |       |       |
| Juli     | Bernard Dov Weinryb                   | US-amerikanischer Historiker                                                                                    | 77    |       |

## August
| Tag        | Name                                   | Beruf, bekannt als                                                                          | Alter | Beleg |
| ---------- | -------------------------------------- | ------------------------------------------------------------------------------------------- | ----- | ----- |
| 1. August  | Theo Akkermann                         | deutscher Bildhauer                                                                         | 74    |       |
| 1. August  | Gunnar Bärlund                         | finnischer Boxer                                                                            | 71    |       |
| 1. August  | Otto Bayer                             | deutscher Chemiker                                                                          | 79    |       |
| 1. August  | Raimund Böll                           | deutscher Bildhauer                                                                         | 35    |       |
| 1. August  | Otto Haußleiter                        | deutscher Staatswissenschaftler                                                             | 85    |       |
| 1. August  | Georg Mascetti                         | deutscher Schwimmer                                                                         | 52    |       |
| 1. August  | Hans Rolli                             | deutscher Architekt und Glockensachverständiger                                             | 79    |       |
| 1. August  | Josef Schneeberger                     | deutscher Jurist und Regierungspräsident in Münster (Westfalen)                             | 73    |       |
| 2. August  | Werner Achelis                         | deutscher Schriftsteller und Psychotherapeut                                                | 85    |       |
| 2. August  | Albert Aschl                           | deutscher Archivar und Heimatforscher                                                       | 82    |       |
| 2. August  | Richard de Rochemont                   | US-amerikanischer Filmproduzent und Dokumentarfilmer                                        | 78    |       |
| 2. August  | Kurt Feltz                             | deutscher Schlagertexter                                                                    | 72    |       |
| 2. August  | Conrad Gasser                          | Schweizer Kinderarzt und Hämatologe                                                         | 69    |       |
| 2. August  | Henning Illies                         | deutscher Geologe                                                                           | 58    |       |
| 2. August  | Rudolf Maros                           | ungarischer Komponist                                                                       | 65    |       |
| 2. August  | Cathleen Nesbitt                       | britische Schauspielerin walisischer und irischer Abstammung                                | 93    |       |
| 2. August  | Nikolai Alexejewitsch Piljugin         | russischer Raumfahrtingenieur                                                               | 74    |       |
| 2. August  | Frederick Anton Wiehl                  | deutsch-amerikanischer Jurist, NS-Propagandist und nachrichtendienstlicher Akteur           | 80    |       |
| 3. August  | Henri Gicot                            | Schweizer Bauingenieur                                                                      | 85    |       |
| 3. August  | Martin Eduard Winkler                  | deutscher Historiker, Russlandforscher                                                      | 88    |       |
| 4. August  | Tex Atchison                           | US-amerikanischer Country-Musiker                                                           | 70    |       |
| 4. August  | Bruce Goff                             | US-amerikanischer Architekt                                                                 | 78    |       |
| 4. August  | Rolf Karlsen                           | norwegischer Komponist und Organist                                                         | 71    |       |
| 04. August | Károly Nemes-Nótás                     | ungarischer Radrennfahrer                                                                   | 70    |       |
| 4. August  | Carlos Sabat Ercasty                   | uruguayischer Schriftsteller                                                                | 94    |       |
| 4. August  | Ñico Saquito                           | kubanischer Komponist, Gitarrist und Sänger                                                 | 81    |       |
| 5. August  | Dieter Borsche                         | deutscher Schauspieler                                                                      | 72    |       |
| 5. August  | John Charnley                          | britischer Chirurg und Orthopäde                                                            | 70    |       |
| 5. August  | Reinhard Dullien                       | deutscher Verwaltungsjurist                                                                 | 80    |       |
| 5. August  | Hans Lullies                           | deutscher Physiologe                                                                        | 83    |       |
| 5. August  | Hedwig Michel                          | deutsche Autorin, letzte Präsidentin der US-amerikanischen Koreshan Unity                   | 90    |       |
| 5. August  | Wanda Rotha                            | österreichische Schauspielerin                                                              | 81    |       |
| 5. August  | Peter Skautrup                         | dänischer Sprachwissenschaftler                                                             | 86    |       |
| 5. August  | Keith Sebelius                         | US-amerikanischer Politiker                                                                 | 65    |       |
| 6. August  | Samet Ağaoğlu                          | türkischer Journalist, Jurist und Politiker (DP)                                            | 73    |       |
| 6. August  | Hans Cürlis                            | deutscher Dokumentarfilmer, Kulturfilmregisseur, Filmproduzent und Kunsthistoriker          | 93    |       |
| 6. August  | Oskar Dolhart                          | deutscher Grafiker und Maler                                                                | 75    |       |
| 6. August  | Walter Fries                           | deutscher Offizier, zuletzt General der Panzertruppe im Zweiten Weltkrieg                   | 88    |       |
| 6. August  | Hans von Karg-Bebenburg                | österreichischer Sänger (Bariton), Gesangslehrer und Dichter                                | 76    |       |
| 6. August  | Walter Weizel                          | deutscher Theoretischer Physiker und Politiker (SPD), MdL                                   | 81    |       |
| 7. August  | Jill Banner                            | US-amerikanische Schauspielerin                                                             | 35    |       |
| 7. August  | Jean Beaufret                          | französischer Philosoph                                                                     | 75    |       |
| 7. August  | John Boekenfoehr                       | US-amerikanischer Ordensgeistlicher, Bischof von Kimberley                                  | 79    |       |
| 7. August  | Paolo Cavara                           | italienischer Filmregisseur und Drehbuchautor                                               | 56    |       |
| 7. August  | Bruno Gesche                           | deutscher SS-Offizier                                                                       | 76    |       |
| 7. August  | August Höhn                            | deutscher SS-Untersturmführer und Schutzhaftlagerführer im KZ Sachsenhausen                 | 77    |       |
| 7. August  | Georg Picht                            | deutscher Religionsphilosoph und Pädagoge                                                   | 69    |       |
| 8. August  | Eric Brandon                           | britischer Automobilrennfahrer                                                              | 62    |       |
| 8. August  | Gilmore David Clarke                   | US-amerikanischer Bauingenieur und Landschaftsarchitekt                                     | 90    |       |
| 8. August  | Alfred Haag                            | deutscher Widerstandskämpfer gegen den Nationalsozialismus                                  | 77    |       |
| 8. August  | Walter B. Huber                        | US-amerikanischer Politiker                                                                 | 79    |       |
| 8. August  | John L. Sullivan                       | US-amerikanischer Politiker                                                                 | 83    |       |
| 8. August  | Rosa von Waldeck                       | deutsch-amerikanische Gräfin, Schriftstellerin und Journalistin                             | 84    |       |
| 8. August  | Georg Wurzer                           | deutscher Fußballtrainer                                                                    | 75    |       |
| 9. August  | Alexandre Alexeieff                    | französischer Pionier des Zeichentrickfilms                                                 | 81    |       |
| 9. August  | Madge Easton Anderson                  | schottische Rechtsanwältin                                                                  | 86    |       |
| 9. August  | Emanuel Kaláb                          | tschechischer Militärkapellmeister, Dirigent und Komponist                                  | 87    |       |
| 9. August  | Abel Manta                             | portugiesischer Maler                                                                       | 93    |       |
| 9. August  | Wilhelm Struve                         | deutscher Landwirt und Politiker (NSDAP), MdR, MdL                                          | 81    |       |
| 9. August  | Oscar Toepffer                         | deutscher Jurist und Hamburger Justizsenator                                                | 85    |       |
| 9. August  | Karl Walser                            | deutscher Regierungspräsident                                                               | 90    |       |
| 10. August | Geoffrey de Freitas                    | britischer Botschafter                                                                      | 69    |       |
| 10. August | James P. Geelan                        | US-amerikanischer Politiker                                                                 | 80    |       |
| 10. August | Maurus Gerner-Beuerle                  | deutscher evangelischer Theologe, Pastor und Mundartdichter                                 | 79    |       |
| 10. August | William Henry                          | US-amerikanischer Schauspieler                                                              | 67    |       |
| 10. August | Peter de Mendelssohn                   | deutsch-britischer Schriftsteller, Historiker und Essayist                                  | 74    |       |
| 10. August | José Nieto                             | spanischer Schauspieler                                                                     | 79    |       |
| 10. August | Gottfried Stute                        | deutscher Ingenieurwissenschaftler, Hochschullehrer                                         | 53    |       |
| 10. August | John Tiltman                           | britischer Offizier und Kryptoanalytiker                                                    | 88    |       |
| 10. August | Karel Verschuere                       | belgischer Comiczeichner und -autor                                                         | 57    |       |
| 11. August | André Aubréville                       | französischer Botaniker                                                                     | 84    |       |
| 11. August | Folmar Blangsted                       | US-amerikanischer Filmeditor                                                                | 77    |       |
| 11. August | Rudolf Christoph                       | deutscher Schauspieler                                                                      | 58    |       |
| 11. August | Tom Drake                              | US-amerikanischer Schauspieler                                                              | 64    |       |
| 11. August | Bruno Frankewitz                       | deutscher Offizier, zuletzt Generalleutnant im Zweiten Weltkrieg                            | 84    |       |
| 11. August | Gene Roland                            | US-amerikanischer Jazz-Komponist, Arrangeur und Musiker                                     | 60    |       |
| 12. August | Mary Duras                             | österreichisch-tschechisch-deutsche Bildhauerin                                             | 84    |       |
| 12. August | Oskar Eckholt                          | deutscher Offizier und Ritterkreuzträger, zuletzt Generalmajor                              | 87    |       |
| 12. August | Henry Fonda                            | US-amerikanischer Filmschauspieler                                                          | 77    |       |
| 12. August | Hubert Lanz                            | deutscher Offizier und General der Gebirgstruppe im Zweiten Weltkrieg                       | 86    |       |
| 12. August | Tomás Romero Pereira                   | paraguayischer Politiker, Präsident von Paraguay                                            | 95    |       |
| 12. August | Salvador Sánchez                       | mexikanischer Boxer                                                                         | 23    |       |
| 13. August | André-Jean Festugière                  | französischer Religionshistoriker und Klassischer Philologe                                 | 84    |       |
| 13. August | Heini Meng                             | schweizer Eishockeyspieler                                                                  | 79    |       |
| 13. August | Harry Werner Storz                     | deutscher Sprinter                                                                          | 78    |       |
| 13. August | Joe Tex                                | US-amerikanischer Soulsänger                                                                | 49    |       |
| 13. August | Charles Walters                        | US-amerikanischer Filmregisseur und Choreograf                                              | 70    |       |
| 13. August | Adam Ważyk                             | polnischer Dichter, Schriftsteller, Essayist und Übersetzer                                 | 76    |       |
| 13. August | Hans Wüthrich                          | Schweizer Fußballspieler, -trainer und -schiedsrichter                                      | 92    |       |
| 14. August | Wichard von Alvensleben                | deutscher Land- und Forstwirt, Hauptmann der Wehrmacht                                      | 80    |       |
| 14. August | Walther Ebeloe                         | deutscher Klavier-, Cembalo-, Clavichord- und Orgelbauer                                    | 82    |       |
| 14. August | Louis Eggen                            | belgischer Automobilrennfahrer                                                              | 65    |       |
| 14. August | Henry Foley                            | US-amerikanischer Physiker                                                                  | 65    |       |
| 14. August | Patrick Magee                          | britischer Schauspieler                                                                     | 60    |       |
| 14. August | Mahasi Sayadaw                         | myanmarischer Lehrer der Vipassana-Meditation                                               | 78    |       |
| 14. August | Thruston Ballard Morton                | US-amerikanischer Politiker (Republikanische Partei)                                        | 74    |       |
| 15. August | Eduard Baumgarten                      | deutscher Soziologe                                                                         | 83    |       |
| 15. August | Ricardo Boettner                       | paraguayischer Chemiker und Naturwissenschaftler                                            | 80    |       |
| 15. August | Ernie Bushmiller                       | US-amerikanischer Comiczeichner                                                             | 76    |       |
| 15. August | Franz Doll                             | deutscher Maler, Zeichner und Grafiker                                                      | 83    |       |
| 15. August | Maurice Gallay                         | französischer Fußballspieler                                                                | 79    |       |
| 15. August | Joan Kelly                             | US-amerikanische Historikerin                                                               | 54    |       |
| 15. August | Walter Rudolf Kirschbaum               | deutsch-amerikanischer Neurologe und Psychiater                                             | 88    |       |
| 15. August | Lawrence Quincy Mumford                | US-amerikanischer Bibliothekar, Leiter der Library of Congress                              | 78    |       |
| 15. August | Artin Penik                            | christlicher Türke armenischer Herkunft und Selbstverbrenner                                |       |       |
| 15. August | Eva Priester                           | österreichische Historikerin und Journalistin                                               | 72    |       |
| 15. August | Wilhelm Raiß                           | deutscher Maschinenbauingenieur und Hochschullehrer                                         | 82    |       |
| 15. August | Jock Taylor                            | britischer Motorradrennfahrer                                                               | 28    |       |
| 15. August | Hugo Theorell                          | schwedischer Biochemiker                                                                    | 79    |       |
| 16. August | Carl Egler                             | deutscher Bildhauer                                                                         | 86    |       |
| 16. August | Max Fellermeier                        | deutscher Lehrer und Heimatforscher                                                         | 92    |       |
| 17. August | Charles E. Ackerly                     | US-amerikanischer Ringer                                                                    | 84    |       |
| 17. August | Stephen Joseph Donahue                 | US-amerikanischer Geistlicher, Weihbischof in New York                                      | 88    |       |
| 17. August | Ruth First                             | südafrikanische Soziologin und Antiapartheidskämpferin                                      | 57    |       |
| 17. August | Fiete Krugel-Hartig                    | deutsche Schauspielerin                                                                     | 84    |       |
| 17. August | Johannes Peter Mehltretter             | deutscher Physiker und Astronom                                                             | 48    |       |
| 17. August | Bruno Nöckler                          | italienischer Skirennläufer                                                                 | 25    |       |
| 17. August | Ilario Pegorari                        | italienischer Skirennläufer                                                                 | 33    |       |
| 17. August | Willy Richard Reichert                 | deutscher Schriftsteller und Verleger                                                       | 57    |       |
| 17. August | Leo von Rudloff                        | deutscher Benediktiner, Abt der Dormitio-Abtei in Jerusalem                                 | 80    |       |
| 17. August | Ihor Schamo                            | ukrainischer Komponist                                                                      | 57    |       |
| 17. August | Herbert Tobias                         | deutscher Fotograf                                                                          | 57    |       |
| 17. August | Stanisław Wilczyński                   | polnischer Skilangläufer                                                                    | 82    |       |
| 17. August | Ilija Wolen                            | bulgarischer Schriftsteller                                                                 | 76    |       |
| 18. August | Georges Addor                          | Schweizer Architekt                                                                         | 61    |       |
| 18. August | Beverly Bayne                          | US-amerikanische Schauspielerin                                                             | 88    |       |
| 18. August | Carlos Botelho                         | portugiesischer Maler, Illustrator, und Karikaturist                                        | 82    |       |
| 18. August | Randall S. Harmon                      | US-amerikanischer Politiker                                                                 | 79    |       |
| 18. August | Karel Vacek                            | tschechischer Komponist                                                                     | 80    |       |
| 18. August | Max Weishaupt                          | deutscher Unternehmer                                                                       | 73    |       |
| 19. August | John Cookman                           | US-amerikanischer Eishockeyspieler                                                          | 72    |       |
| 19. August | Guido Gonella                          | italienischer Politiker (DC), Mitglied der Camera dei deputati, MdEP                        | 76    |       |
| 19. August | Richard Huber                          | deutscher Maler                                                                             | 80    |       |
| 19. August | Mikumo Shōnosuke                       | japanischer Maler                                                                           | 80    |       |
| 19. August | August Neo                             | estnischer Ringer                                                                           | 74    |       |
| 19. August | M. K. Vainu Bappu                      | indischer Astronom                                                                          | 55    |       |
| 20. August | Walter Battiss                         | südafrikanischer Maler und Buchautor                                                        | 76    |       |
| 20. August | Antonio del Giudice                    | italienischer Geistlicher, römisch-katholischer Erzbischof und Diplomat des Heiligen Stuhls | 69    |       |
| 20. August | Ulla Jacobsson                         | schwedische Bühnen- und Filmschauspielerin                                                  | 53    |       |
| 20. August | Peter Jaffe                            | britischer Segler                                                                           | 68    |       |
| 20. August | Clyde King                             | US-amerikanischer Ruderer und späterer Militär                                              | 83    |       |
| 20. August | Edward Ludwig                          | russischstämmiger US-amerikanischer Filmregisseur                                           | 82    |       |
| 20. August | Nicolas Naaman                         | syrischer Erzbischof                                                                        | 71    |       |
| 20. August | Václav Voska                           | tschechoslowakischer Schauspieler und Synchronsprecher                                      | 63    |       |
| 20. August | George D. Woods                        | US-amerikanischer Bankmanager und Ökonom                                                    | 81    |       |
| 21. August | Helmut Kajzar                          | polnischer Schriftsteller und Theaterregisseur                                              | 41    |       |
| 21. August | Franz Krippner                         | österreichischer Kaufmann und Politiker (ÖVP), Abgeordneter zum Nationalrat                 | 86    |       |
| 21. August | Maurice Onderet                        | belgischer Geiger und Musikpädagoge                                                         | 83    |       |
| 21. August | Ōno Rinka                              | japanischer Haiku-Dichter                                                                   | 78    |       |
| 21. August | Sobhuza II.                            | swasiländischer König von Swasiland                                                         | 83    |       |
| 22. August | Alfred Bloomingdale                    | US-amerikanischer Unternehmer                                                               | 66    |       |
| 22. August | Arthur Duarte                          | portugiesischer Schauspieler und Filmregisseur                                              | 86    |       |
| 22. August | Anton Gottstein                        | tschechoslowakischer Skilangläufer                                                          | 88    |       |
| 22. August | Kagoshima Juzō                         | japanischer Dichter und Puppenmacher                                                        | 83    |       |
| 22. August | Friedrich August Knost                 | deutscher Verwaltungsjurist                                                                 | 82    |       |
| 22. August | Jan Henryk Rosen                       | polnischer Maler                                                                            | 91    |       |
| 22. August | Werner Schönfelder                     | deutscher Theologe und Politiker (DP, CDU), MdL                                             | 74    |       |
| 23. August | George Doswell Brooke                  | US-amerikanischer Eisenbahnmanager                                                          | 103   |       |
| 23. August | Ida Carey                              | neuseeländische Malerin und Kunstlehrerin                                                   | 90    |       |
| 23. August | Alberto Cavalcanti                     | brasilianischer Filmregisseur und Filmproduzent                                             | 85    |       |
| 23. August | Helene Gehse                           | deutsche Politikerin (SPD), Mitglied des Abgeordnetenhauses von Berlin                      | 80    |       |
| 23. August | Stanford Moore                         | US-amerikanischer Biochemiker und Nobelpreisträger für Chemie                               | 68    |       |
| 24. August | Giorgio Abetti                         | italienischer Astronom                                                                      | 99    |       |
| 24. August | Josef Bergenthal                       | deutscher Autor                                                                             | 81    |       |
| 24. August | Otto Brodde                            | deutscher Kirchenmusiker und Musikwissenschaftler                                           | 72    |       |
| 24. August | Karl Buchheim                          | deutscher Historiker und Philosoph                                                          | 93    |       |
| 24. August | Raúl Iriarte                           | argentinischer Tangosänger                                                                  | 65    |       |
| 24. August | Paul Konitzer                          | deutscher Politiker (CDU)                                                                   | 64    |       |
| 24. August | Félix-Antoine Savard                   | kanadischer Schriftsteller, Folklorist und Hochschullehrer                                  | 85    |       |
| 25. August | Kurt Diedrich                          | deutscher Lehrer und Sachbuchautor                                                          | 77    |       |
| 25. August | Friedrich Wilhelm Dombois              | deutscher Verwaltungsjurist und Landrat                                                     | 92    |       |
| 25. August | Karl Eisemann                          | deutscher Richter                                                                           | 87    |       |
| 25. August | Anna German                            | polnische Sängerin                                                                          | 46    |       |
| 25. August | Abdülbaki Gölpınarlı                   | türkischer Islamwissenschaftler                                                             | 82    |       |
| 25. August | Gerhard Krause                         | deutscher evangelischer Theologe und Hochschullehrer                                        | 70    |       |
| 25. August | John H. Parry                          | britischer Historiker                                                                       | 68    |       |
| 25. August | Claude Frédéric-Armand Schaeffer       | französischer Archäologe                                                                    | 84    |       |
| 26. August | Günter Adolphi                         | deutscher Verfahrenstechniker und Hochschullehrer                                           | 80    |       |
| 26. August | Imma Bodmershof                        | österreichische Schriftstellerin                                                            | 87    |       |
| 26. August | Elfriede Ehrenfels                     | österreichische Schriftstellerin                                                            | 88    |       |
| 26. August | Joe Hajos                              | ungarischer Filmkomponist, Kapellmeister und Unterhaltungsmusiker                           | 75    |       |
| 26. August | Leo Hugot                              | deutscher Architekt und Bauhistoriker                                                       | 57    |       |
| 26. August | Teresa Iżewska                         | polnische Schauspielerin                                                                    | 49    |       |
| 26. August | Emilio P. Miraglia                     | italienischer Filmregisseur, Drehbuchautor und Schnittassistent                             |       |       |
| 26. August | Eduard Montalta                        | Schweizer Heilpädagoge                                                                      | 75    |       |
| 26. August | Walter Sauerlandt                      | deutscher Agrarwissenschaftler                                                              | 82    |       |
| 27. August | Anandamayi Ma                          | indische spirituelle Meisterin                                                              | 86    |       |
| 28. August | Ifor Evans, Baron Evans of Hungershall | britischer Literaturhistoriker, Literaturwissenschaftler und Hochschullehrer                | 83    |       |
| 28. August | Gert Kollat                            | deutscher Schauspieler bei Bühne und Film sowie ein Theaterregisseur und Bühnenbildner      | 76    |       |
| 28. August | Hans Oppermann                         | deutscher Klassischer Philologe                                                             | 86    |       |
| 28. August | Curt Radlauer                          | deutscher Journalist und Staatsbeamter                                                      | 97    |       |
| 28. August | Ludwik Stefański                       | polnischer Pianist und Musikpädagoge                                                        | 65    |       |
| 28. August | Gérard Versyp                          | belgischer Fußballschiedsrichter                                                            | 68    |       |
| 29. August | Ingrid Bergman                         | schwedische Schauspielerin                                                                  | 67    |       |
| 29. August | Fritz Brühl                            | deutscher Journalist und Volkswirt                                                          | 73    |       |
| 29. August | Nahum Goldmann                         | russischer Gründer und Präsident des Jüdischen Weltkongresses                               | 87    |       |
| 29. August | Gerhard Heller                         | deutscher Verleger und Übersetzer                                                           | 72    |       |
| 29. August | Werner Zimmermann                      | Schweizer Lebensreformer, Freiwirtschaftler, Naturist und Schriftsteller                    | 89    |       |
| 30. August | Carola von Crailsheim                  | deutsche Schriftstellerin und Übersetzerin                                                  | 87    |       |
| 30. August | Natty Dominique                        | US-amerikanischer Jazz-Trompeter                                                            | 86    |       |
| 30. August | Albert Konrad Gemmeker                 | deutscher Lagerkommandant von Westerbork                                                    | 75    |       |
| 30. August | Germaine Hommel                        | Schweizer Kinderheimleiterin                                                                | 89    |       |
| 30. August | Valentin Wallauer                      | deutscher Jurist und Politiker (FDP), MdL                                                   | 83    |       |
| 30. August | Karl-Heinz Zieger                      | deutscher Eisenhüttenmann                                                                   | 70    |       |
| 31. August | Gopal Swarup Pathak                    | indischer Politiker und Vizepräsident                                                       | 86    |       |
| 31. August | Joaquín Piñeros Corpas                 | kolumbianischer Schriftsteller und Politiker                                                | 67    |       |
| 31. August | Walter Pritchard                       | US-amerikanischer Leichtathlet                                                              | 72    |       |
| 31. August | Horst Rudat                            | deutscher Generalmajor                                                                      | 62    |       |
| August     | Lucretia St. Clair Joof                | gambische Politikerin                                                                       |       |       |

## September
| Tag           | Name                                | Beruf, bekannt als                                                                                              | Alter | Beleg |
| ------------- | ----------------------------------- | --- | ----- | ----- |
| 1. September  | Ludwig Bieberbach                   | deutscher Mathematiker und NSDAP-Aktivist                                                                       | 95    |       |
| 1. September  | Frank Chelf                         | US-amerikanischer Politiker                                                                                     | 74    |       |
| 1. September  | Haskell Brooks Curry                | US-amerikanischer Logiker                                                                                       | 81    |       |
| 1. September  | Clifford Curzon                     | britischer Pianist                                                                                              | 75    |       |
| 1. September  | Władysław Gomułka                   | polnischer Politiker, Mitglied des Sejm und Parteichef der PVAP                                                 | 77    |       |
| 1. September  | Wladimir Stepanowitsch Sobolew      | russischer Mineraloge und Geologe                                                                               | 74    |       |
| 01. September | Pieter Wijdekop                     | niederländischer Kanute                                                                                         | 69    |       |
| 2. September  | Susanne Ehmcke                      | deutsche Schriftstellerin und Illustratorin                                                                     | 76    |       |
| 2. September  | Max Elten                           | deutscher Bühnenbilder und Maler                                                                                | 77    |       |
| 2. September  | Catharina Lange                     | deutsche Politikerin (FDP), MdHB                                                                                | 82    |       |
| 2. September  | Hans Olaf Moser                     | deutscher Schauspieler                                                                                          | 54    |       |
| 2. September  | Seraphim Rose                       | russischer Mönch und Mystiker                                                                                   | 48    |       |
| 2. September  | Werner Schwarz                      | deutscher Politiker (CDU), MdB                                                                                  | 82    |       |
| 2. September  | Marvin Stalder                      | US-amerikanischer Ruderer                                                                                       | 76    |       |
| 2. September  | Willy Tensfeld                      | deutscher SS-Brigadeführer und Generalmajor der Polizei                                                         | 88    |       |
| 3. September  | Salvatore Baldassarri               | italienischer Geistlicher, Erzbischof von Ravenna-Cervia                                                        | 75    |       |
| 3. September  | Carlo Alberto dalla Chiesa          | italienischer Polizist                                                                                          | 61    |       |
| 3. September  | Frederick Dannay                    | US-amerikanischer Krimi-Schriftsteller                                                                          | 76    |       |
| 3. September  | Walter Lüthi                        | Schweizer reformierter Pfarrer                                                                                  | 81    |       |
| 3. September  | Hércules de Miranda                 | brasilianischer Fußballspieler                                                                                  | 70    |       |
| 4. September  | Guy Dugdale                         | britischer Bobfahrer                                                                                            | 77    |       |
| 4. September  | Joseph Vincent Sullivan             | US-amerikanischer Geistlicher, Bischof von Baton Rouge                                                          | 63    |       |
| 4. September  | Friedrich Tiemann                   | deutscher Internist, Hochschullehrer und Nationalsozialist                                                      | 82    |       |
| 4. September  | Jack Tworkov                        | US-amerikanischer Maler polnischer Abstammung                                                                   | 82    |       |
| 4. September  | Robert Uhlir                        | österreichischer Politiker (SPÖ), Abgeordneter zum Nationalrat                                                  | 82    |       |
| 5. September  | Douglas Bader                       | britischer Jagdflieger                                                                                          | 72    |       |
| 5. September  | Edwin F. Beckenbach                 | US-amerikanischer Mathematiker                                                                                  | 76    |       |
| 5. September  | Walther Fuchs                       | württembergischer Jurist, Präsident des württembergisch-badischen Verwaltungsgerichtshofs (1956)                | 91    |       |
| 5. September  | Willi Kuhn                          | deutscher Politiker (KPD/SED) und Gewerkschafter                                                                | 71    |       |
| 5. September  | Ludwig Kusche                       | deutscher Solopianist, Dirigent und Mitgestalter von Hörfunksendungen                                           | 81    |       |
| 5. September  | Georg Schmauder                     | deutscher Agrarwissenschaftler und Hochschullehrer                                                              | 73    |       |
| 5. September  | Friedrich Poppl                     | deutscher Schriftentwerfer und Kalligraph                                                                       | 59    |       |
| 5. September  | Werner Scholz                       | deutsch-österreichischer Maler und Graphiker                                                                    | 83    |       |
| 6. September  | Ken Barton                          | walisischer Fußballspieler                                                                                      | 44    |       |
| 6. September  | Fritz Drescher                      | deutscher Politiker (SPD/SED)                                                                                   | 78    |       |
| 6. September  | Karl Kern                           | Schriftsteller, Redakteur und Lyriker                                                                           | 80    |       |
| 6. September  | Hermann Meyer-Nieberg               | deutscher Rechtsanwalt, Landrat des Kreises Minden (1937–1940)                                                  | 79    |       |
| 6. September  | Anneliese Most                      | deutsche Politikerin (DFD, SPD), MdHB                                                                           | 69    |       |
| 6. September  | Victor Sokolowski                   | österreichischer Cembalist, Pianist, Organist und Musikpädagoge                                                 | 71    |       |
| 6. September  | Liane Synek                         | österreichische Opernsängerin (Sopran)                                                                          | 59    |       |
| 7. September  | Adam Benjamin                       | US-amerikanischer Politiker                                                                                     | 47    |       |
| 7. September  | Gerald Fitzmaurice                  | britischer Jurist, Richter am Internationalen Gerichtshof und am Europäischen Gerichtshof für Menschenrechte    | 80    |       |
| 7. September  | Henri Kass                          | luxemburgischer Radrennfahrer                                                                                   | 62    |       |
| 7. September  | Franz Krauß                         | deutscher Mathematiker                                                                                          | 93    |       |
| 7. September  | Kemal Pir                           | türkischer PKK Mitbegründer                                                                                     |       |       |
| 7. September  | Hans Schulze                        | deutscher Maler, Grafiker und Kunstpädagoge                                                                     | 78    |       |
| 8. September  | Mohammed Abdullah                   | indischer Politiker muslimischer Herkunft                                                                       | 76    |       |
| 8. September  | Carl Freybe                         | deutscher Politiker (WP), MdR                                                                                   | 95    |       |
| 8. September  | Emmanuel Maria Heufelder            | deutscher Ordensgeistlicher, Abt von Niederaltaich                                                              | 84    |       |
| 8. September  | Henry Müller                        | deutscher Fußballspieler                                                                                        | 86    |       |
| 8. September  | Pius Walder                         | österreichischer Holzfäller und Wilderer                                                                        | 30    |       |
| 9. September  | Antonín Bartoň                      | tschechoslowakischer Nordischer Kombinierer, Skilangläufer und Skispringer                                      | 73    |       |
| 9. September  | Paul Gürtler                        | Schweizer Politiker                                                                                             | 77    |       |
| 9. September  | Rachel Korn                         | jiddischsprachige Dichterin und Schriftstellerin                                                                | 84    |       |
| 9. September  | Adolf Patek                         | österreichischer Fußballspieler und -trainer                                                                    | 82    |       |
| 9. September  | Joseph Pütz                         | deutscher Politiker (CDU), MdL                                                                                  | 78    |       |
| 10. September | Douglas von Bigot de Saint-Quentin  | österreichischer Odonatologe                                                                                    | 83    |       |
| 10. September | Madie Beatrice Hall Xuma            | US-amerikanische Pädagogin und Antiapartheidskämpferin                                                          |       |       |
| 10. September | Friedrich Heinen                    | deutscher Politiker (CDU), MdL                                                                                  | 61    |       |
| 11. September | Alf Bayrle                          | deutscher Maler, Grafiker, Bildhauer                                                                            | 81    |       |
| 11. September | Rosa Boekdrukker                    | niederländisch-israelische Kindergärtnerin und Widerstandskämpferin                                             | 73    |       |
| 11. September | Ilse Czech-Kuckhoff                 | deutsche Schriftstellerin                                                                                       | 74    |       |
| 11. September | José de Creeft                      | US-amerikanischer Bildhauer                                                                                     | 97    |       |
| 11. September | Oskar Epha                          | deutscher Jurist und Präsident des Landeskirchenamtes in Kiel (1954–1964)                                       | 80    |       |
| 11. September | Johann Fladung                      | deutscher Kommunist, Kulturpolitiker, Verleger und Publizist                                                    | 84    |       |
| 11. September | Wifredo Lam                         | kubanischer Maler                                                                                               | 79    |       |
| 11. September | Jovan Miladinović                   | jugoslawischer Fußballspieler und -trainer                                                                      | 43    |       |
| 11. September | Philipp Mohler                      | deutscher Komponist                                                                                             | 73    |       |
| 11. September | Albert Soboul                       | französischer Historiker und Kommunist                                                                          | 68    |       |
| 12. September | Samuel E. Anderson                  | US-amerikanischer Pilot, General der US-Luftwaffe                                                               | 76    |       |
| 12. September | Franz Grothe                        | deutscher Komponist                                                                                             | 73    |       |
| 12. September | Arthur Jores                        | deutscher Mediziner und Mitbegründer der wissenschaftlichen Psychosomatik                                       | 81    |       |
| 12. September | Federico Moreno Torroba             | spanischer Komponist                                                                                            | 91    |       |
| 12. September | Louis Waldman                       | US-amerikanischer Politiker und Anwalt                                                                          | 90    |       |
| 13. September | Leicester Hemingway                 | US-amerikanischer Schriftsteller                                                                                | 67    |       |
| 13. September | Philip Ober                         | US-amerikanischer Schauspieler und Diplomat                                                                     | 80    |       |
| 14. September | Paul Emil Beyer                     | deutscher Autor und Journalist                                                                                  | 81    |       |
| 14. September | Peter Brommer                       | niederländischer Klassischer Philologe und Gymnasialdirektor                                                    | 90    |       |
| 14. September | Vladislao Cap                       | argentinischer Fußballspieler                                                                                   | 48    |       |
| 14. September | Hartmut Colden                      | deutscher Architekt                                                                                             | 66    |       |
| 14. September | Christian Ferras                    | französischer Violinist                                                                                         | 49    |       |
| 14. September | John Gardner                        | US-amerikanischer Autor                                                                                         | 49    |       |
| 14. September | Pablo Garrido                       | chilenischer Komponist, Violinist, Bandleader und Musikethnologe                                                | 77    |       |
| 14. September | Bachir Gemayel                      | christlich-maronitischer Milizenführer und Präsident des Libanon                                                | 34    |       |
| 14. September | Grace Kelly                         | US-amerikanische Filmschauspielerin, Fürstin von Monaco                                                         | 52    |       |
| 14. September | Kristján Eldjárn                    | dritter Präsident Islands                                                                                       | 65    |       |
| 14. September | Gustave Roth                        | belgischer Boxer                                                                                                | 73    |       |
| 14. September | Franco Solinas                      | italienischer Drehbuchautor und Schriftsteller                                                                  | 55    |       |
| 15. September | Pasang Dawa Lama                    | nepalesischer Bergsteiger, Erstbesteiger des Cho Oyu                                                            |       |       |
| 15. September | Karl-Georg Faber                    | deutscher Historiker                                                                                            | 57    |       |
| 15. September | Ursula Fehlig                       | deutsch-österreichische Modedesignerin, Grafikerin und Modeprofessorin                                          | 54    |       |
| 15. September | Rosalind Fuller                     | britische Theater- und Filmschauspielerin                                                                       | 90    |       |
| 15. September | Sadegh Ghotbzadeh                   | iranischer Außenminister                                                                                        |       |       |
| 15. September | Rudolf M. Kloos                     | deutscher Historiker                                                                                            | 56    |       |
| 16. September | Elena Luber                         | deutsche Schauspielerin                                                                                         | 68    |       |
| 16. September | Erich Ludolf Nuernbergk             | deutscher Botaniker                                                                                             | 82    |       |
| 16. September | Helmuth Schepp                      | deutscher Bildhauer und Hochschullehrer                                                                         | 88    |       |
| 16. September | Erich Uschner                       | deutscher Politiker (LDPD)                                                                                      | 62    |       |
| 17. September | Hermann Basler                      | deutscher Schauspieler, Filmproduzent und Drehbuchautor                                                         | 85    |       |
| 17. September | Paul S. Dwyer                       | US-amerikanischer Statistiker und Mathematiker (Lineare Algebra)                                                | 80    |       |
| 17. September | Ingo Feßler                         | österreichischer Architekt                                                                                      | 57    |       |
| 17. September | Horst Hornung                       | deutscher Gewerkschafter (FDGB), MdV                                                                            | 56    |       |
| 17. September | Manos Loïzos                        | griechischer Komponist                                                                                          | 44    |       |
| 17. September | Eleonore Schneider                  | deutsche Politikerin (CDU), MdA                                                                                 | 75    |       |
| 18. September | Willi Beer                          | deutscher Politiker (DBD)                                                                                       | 64    |       |
| 18. September | Georg Gliemeroth                    | deutscher Pflanzenbauwissenschaftler                                                                            | 74    |       |
| 18. September | Amely Goebel                        | deutsche Politikerin (CDU), Wirtschaftswissenschaftlerin und Sozialarbeiterin                                   | 79    |       |
| 18. September | Hans Gottfurcht                     | deutscher Gewerkschafter und Widerstandskämpfer                                                                 | 86    |       |
| 18. September | Carlos Carmelo de Vasconcelos Motta | brasilianischer Geistlicher, Erzbischof, Kardinal der römisch-katholischen Kirche                               | 92    |       |
| 18. September | Pei Wenzhong                        | chinesischer Paläontologe, Archäologe und Anthropologe                                                          | 78    |       |
| 19. September | Samuel Barlow                       | US-amerikanischer Komponist                                                                                     | 90    |       |
| 19. September | Heinrich Sander                     | deutscher Landwirt und Politiker (FDP), MdB                                                                     | 72    |       |
| 20. September | Ernst Frank                         | sudetendeutscher Schriftsteller und Nationalsozialist                                                           | 82    |       |
| 20. September | Karel Krautgartner                  | tschechischer Jazzmusiker                                                                                       | 60    |       |
| 20. September | Georg Østerholt                     | norwegischer Skisportler                                                                                        | 89    |       |
| 20. September | Alois Schnabel                      | österreichischer Feldhandballspieler                                                                            | 72    |       |
| 20. September | Lotte Stein                         | deutsche Schauspielerin                                                                                         | 88    |       |
| 21. September | Dietrich Averes                     | deutscher Jagdflieger und Vizefeldwebel im Ersten und Zweiten Weltkrieg                                         | 88    |       |
| 21. September | Howhannes Baghramjan                | sowjetischer militärischer Kommandant                                                                           | 84    |       |
| 21. September | Constantine Walter Benson           | britischer Ornithologe                                                                                          | 73    |       |
| 21. September | Franz Esser                         | deutscher Fußballspieler                                                                                        | 82    |       |
| 21. September | Herbert Hisel                       | fränkischer Humorist                                                                                            | 55    |       |
| 21. September | Josef Wittlich                      | deutscher Maler                                                                                                 | 79    |       |
| 22. September | Gabriel Baer                        | israelischer Sozialhistoriker                                                                                   | 63    |       |
| 22. September | Walther Fresacher                   | österreichischer Lokalhistoriker                                                                                | 97    |       |
| 22. September | Shin Saburi                         | japanischer Filmschauspieler und Regisseur                                                                      | 73    |       |
| 22. September | Franz Schöggl                       | österreichischer Musiker und Komponist                                                                          | 52    |       |
| 22. September | Klaus-Peter Stahl                   | deutscher Fußballspieler                                                                                        | 36    |       |
| 23. September | Franz Josef Brecht                  | deutscher Philosoph, Hochschullehrer                                                                            | 83    |       |
| 23. September | Bella Abramowna Subbotowskaja       | russische Mathematikerin und Dissidentin                                                                        |       |       |
| 23. September | Jimmy Wakely                        | US-amerikanischer Country-Sänger und Cowboy-Darsteller                                                          | 68    |       |
| 23. September | Paul Winkler                        | ungarisch-französischer Autor, Journalist und Verleger jüdischer Herkunft                                       | 84    |       |
| 24. September | Fridel Dethleffs-Edelmann           | deutsche Porträt-, Blumen- und Landschaftsmalerin                                                               | 82    |       |
| 24. September | Wilma Thiele                        | deutsche Politikerin (SPD), MdHB                                                                                | 73    |       |
| 24. September | Johann Wolf                         | rumänischer Literaturwissenschaftler und Hochschullehrer am Germanistischen Lehrstuhl der Philologischen Fak... | 77    |       |
| 25. September | Jimmy Goodrich                      | US-amerikanischer Boxer im Leichtgewicht                                                                        | 82    |       |
| 25. September | Norris Poulson                      | US-amerikanischer Politiker                                                                                     | 87    |       |
| 25. September | Theodor van de Sandt                | deutscher Politiker (NSDAP) und Landrat                                                                         | 81    |       |
| 25. September | Theodor Sapper                      | österreichischer Schriftsteller                                                                                 | 77    |       |
| 25. September | Larry Snyder                        | US-amerikanischer Hürdenläufer, Trainer und Offizier der U.S. Air Force                                         | 86    |       |
| 25. September | Martin Stolle                       | deutscher Automobil- und Motorradkonstrukteur                                                                   | 96    |       |
| 25. September | Hugo Zeitvogel                      | deutscher Politiker (CDU)                                                                                       | 78    |       |
| 26. September | Luciano Baldessari                  | italienischer Architekt                                                                                         | 85    |       |
| 26. September | Valerie Bettis                      | US-amerikanische Tänzerin                                                                                       | 62    |       |
| 26. September | Henri D'Espine                      | Schweizer evangelischer Geistlicher und Hochschullehrer                                                         | 87    |       |
| 26. September | Max Kämpf                           | Schweizer Maler und Zeichner                                                                                    | 70    |       |
| 26. September | Paul Kollsman                       | US-amerikanischer Erfinder                                                                                      | 82    |       |
| 26. September | Josef Maleček                       | tschechoslowakischer Eishockeyspieler                                                                           | 79    |       |
| 26. September | Theodor Emil Schmidt                | deutscher Ingenieur                                                                                             | 77    |       |
| 27. September | W. Wallace Kelley                   | US-amerikanischer Kameramann                                                                                    | 80    |       |
| 27. September | Sigmund von Weech                   | deutscher Grafiker sowie Textilkünstler und Textilunternehmer                                                   | 94    |       |
| 28. September | Peter Brock                         | deutscher Schriftsteller                                                                                        | 66    |       |
| 28. September | Suzanne Leppien                     | ungarisch-französische Fotografin und Weberin                                                                   | 74    |       |
| 28. September | Simon Jan van Ooststroom            | niederländischer Botaniker                                                                                      | 76    |       |
| 29. September | Lucy Griffiths                      | britische Schauspielerin                                                                                        | 63    |       |
| 29. September | René Herbst                         | französischer Designer                                                                                          | 91    |       |
| 29. September | Karl Kreuser                        | deutscher Bankmanager                                                                                           | 81    |       |
| 29. September | Franz Seume                         | deutscher Politiker (SPD, CDU), MdB                                                                             | 79    |       |
| 30. September | Juliette Alvin                      | französisch-britische Cellistin und Musiktherapeutin                                                            | ≈85   |       |
| 30. September | Horace Disston                      | US-amerikanischer Hockeyspieler                                                                                 | 76    |       |
| 30. September | Jakob Flach                         | Schweizer Schriftsteller, Puppenspieler und Maler                                                               | 88    |       |
| 30. September | Bill George                         | US-amerikanischer American-Football-Spieler                                                                     | 52    |       |
| 30. September | Horst W. Janson                     | deutsch-amerikanischer Kunsthistoriker                                                                          | 68    |       |
| 30. September | Önder Mustafaoğlu                   | türkischer Fußballspieler                                                                                       | 29    |       |
| 30. September | Wilhelm Rudolph                     | deutscher Maler, Holzschneider, Graphiker und Zeichner                                                          | 93    |       |
| 30. September | Valter Taub                         | tschechischer Schauspieler und Theaterregisseur                                                                 | 75    |       |
| 30. September | Karl Wloch                          | deutscher Politiker (KPD)                                                                                       | 77    |       |